# Człowiek pies
Człowiek Pies (ang. Danny the Dog, również jako Unleashed) – film akcji, dreszczowiec nakręcony w 2005 roku przez Louisa Leterriera według scenariusza Luca Bessona. Producentami byli Luc Besson i odtwórca głównej roli Jet Li. Muzykę skomponował zespół Massive Attack.
Akcja filmu rozgrywa się w Glasgow (Wielka Brytania).

## Fabuła
Danny jest chińskim sierotą, zamienionym w niewolnika. Jego „wujek”, Bart wytresował go jak psa do ochrony przy zbieraniu haraczy. Danny mieszka w klatce w piwnicy, a żyje w swym zamkniętym świecie, na pograniczu autyzmu. Pewnego dnia spotyka przypadkiem niewidomego stroiciela fortepianów. To spotkanie i usłyszane po raz pierwszy dźwięki fortepianu poruszają nieznane struny w jego duszy. Gdy samochód Barta zostaje ostrzelany Danny, który cudem przeżywa, trafia pod opiekę niewidomego Sama i jego przybranej córki, Victorii. Ciepło i miłość, którymi otacza go nowa rodzina, a przede wszystkim wszechobecna w nowym domu muzyka powoli otwierają skorupę, którą chłopiec się otoczył. Powoli wraca mu także pamięć. Przypomina sobie własną matkę, a przeżyte retrospekcje odkrywają bezmiar oszustwa, którym otaczał go Bart. Chłopiec wcale nie był sierotą, znalezionym przez niego na ulicy, nieprawdziwa jest także druga wersja – że matka Danny’ego była prostytutką. Była ona zdolną młodą chińską pianistką, studiującą w miejscowym konserwatorium, która musiała spłacać Bartowi długi. Jednak pewnego dnia wydarzyła się tragedia i Bart zastrzelił dziewczynę. Świadkiem tego był jej mały synek, który został zabrany przez mordercę własnej matki i wychowany na żywą broń. Nowe życie, u boku Sama i Victorii podoba się Danny’emu, ale Bart wcale nie zamierza rezygnować ze swojej własności. Najeżdża dom Sama z armią silnorękich. Danny pokonuje ich wszystkich, ale w kluczowej scenie potrafi zapanować nad morderczym instynktem i darować życie człowiekowi, który zabił mu matkę i odebrał dzieciństwo.
Film jest popisem sztuki walki Jeta Li, ale niespodziewanie jest także pochwałą wartości rodzinnych i zbawiennej roli muzyki w życiu człowieka.

## Obsada
- Jet Li – Danny
- Morgan Freeman – Sam
- Bob Hoskins – Bart
- Kerry Condon – Victoria
- Vincent Regan – Raffles
- Dylan Brown – Lefty
- Tamer Hassan – George
- Michael Jenning – Wyeth
- Phyllida Law – pani w konserwatorium
- Carole Ann Wilson – Maddy
- Michael Ian Lambert – nieznajomy
- Jaclyn Lee – matka Danny’ego
- Puthirith Chou – Danny (nastolatek)
- Tony Theng – Danny (dziecko)
- Andy Beckwith – Righty
- Michael Webber
- Jeff Rudom
- Laurence Ashley Taboulet